# Peyraud
Peyraud település Franciaországban, Ardèche megyében. Lakosainak száma 517 fő (2022. január 1.). Peyraud Bogy, Champagne, Peaugres, Serrières, Saint-Rambert-d’Albon és Sablons községekkel határos.

## Népesség
A település népességének változása:
| Lakosok száma | 416  | 422  | 449  | 505  | 537  | 514  | 495  | 482  | 494  | 517  |
|               | 1968 | 1982 | 1990 | 2006 | 2013 | 2015 | 2017 | 2019 | 2020 | 2022 |